# Válka (album)
Válka je desáté studiové album české thrashmetalové kapely Debustrol. Vyšlo 27. října a svoji premiéru mělo v Paláci Akropolis. Nahrávka vznikala dva roky a předchází jí tři videoklipy. Prvním z nich je klip k titulní skladbě „Válka“ , druhý klip s názvem „Zakuklenci“ byl zveřejněn v lednu roku 2016. Třetí videoklip „Nas..t Vám všem“ byl zveřejněn 16. října 2016.  Další videoklip z alba „Válka“ se jmenuje Hlavně ne o lásce. Byl zveřejněn 22. lednna 2017 a byla to taktéž premiéra nového kytaristy Onslaughtera z kapely Hellocaustor.

## Seznam skladeb
1. „Vraždící kov“
2. „Kultovní revoluce“
3. „Nasrat vám všem“
4. „Apokalypsa II.“
5. „Primitivně“
6. „Válka"
7. „Hlavně ne o lásce“
8. „Bůh patří mně“
9. „Zakuklenci“
10. „Genocida“
11. „Playbackshit“

## Sestava
- Kolins – kytara, zpěv
- Trifid – kytara
- Zed – baskytara
- Herr Miller – bicí

## Zajímavosti
Album „Válka" je poslední album které nahrál již bývalý kytarista Trifid. Trifid si naposledy s kapelou Debustrol zahrál 22. prosince 2016 na „Rockových Vánocích Barča"